# Aleš Pikl
Aleš Pikl (* 2. April 1975 in Roudnice nad Labem) ist ein tschechischer Fußballspieler.
Pikl begann mit dem Fußballspielen bei Čechie Mšené Lázně, mit 15 Jahren wechselte er zum SK Roudnice nad Labem. Zur Saison 1992/93 wurde er von Chmel Blšany verpflichtet. für den er 1995/96 in der zweiten tschechischen Liga debütierte. Durch seine guten Leistungen wurde Baník Ostrava auf den Mittelfeldspieler aufmerksam und verpflichtete ihn in der Winterpause. Nach zwei Jahren in Ostrava wechselte Pikl, in dieser Zeit U21-Nationalspieler, zum FK Teplice, wo er anderthalb Jahre blieb. Von 1999 bis 2004 spielte Pikl für Viktoria Žižkov, zu dessen besten Spielern er gehörte und wo er auch Mannschaftskapitän war. In der Spielzeit 2001/02 absolvierte Pikl sein einziges Länderspiel für Tschechien, im Testspiel gegen Griechenland wurde er in der 67. Spielminute für Tomáš Galásek eingewechselt. Zu Beginn der Saison 2004/05 zerstritt er sich mit der Vereinsführung und blieb ein halbes Jahr ohne Einsatz. Im Januar 2005 wechselte er zum griechischen Zweitligisten Niki Volos, blieb dort aber nur sechs Monate. Er kehrte nach Tschechien zurück und spielte fortan für Tescoma Zlín. Schon Anfang 2006 wechselte der Mittelfeldakteur erneut den Verein, sein neuer Arbeitgeber war der FK Siad Most. In Most blieb Pikl anderthalb Jahre. Zu Beginn der Saison 2007/08 war er nach seinem Weggang aus Most einige Monate vereinslos, Ende September engagierte ihn der Prager Zweitligist SK Sparta Krč.
Zur Saison 2009/10 wechselte er zum Regionalliga Nord Aufsteiger ZFC Meuselwitz und unterschrieb einen Einjahresvertrag.